# Modest Moessorgski

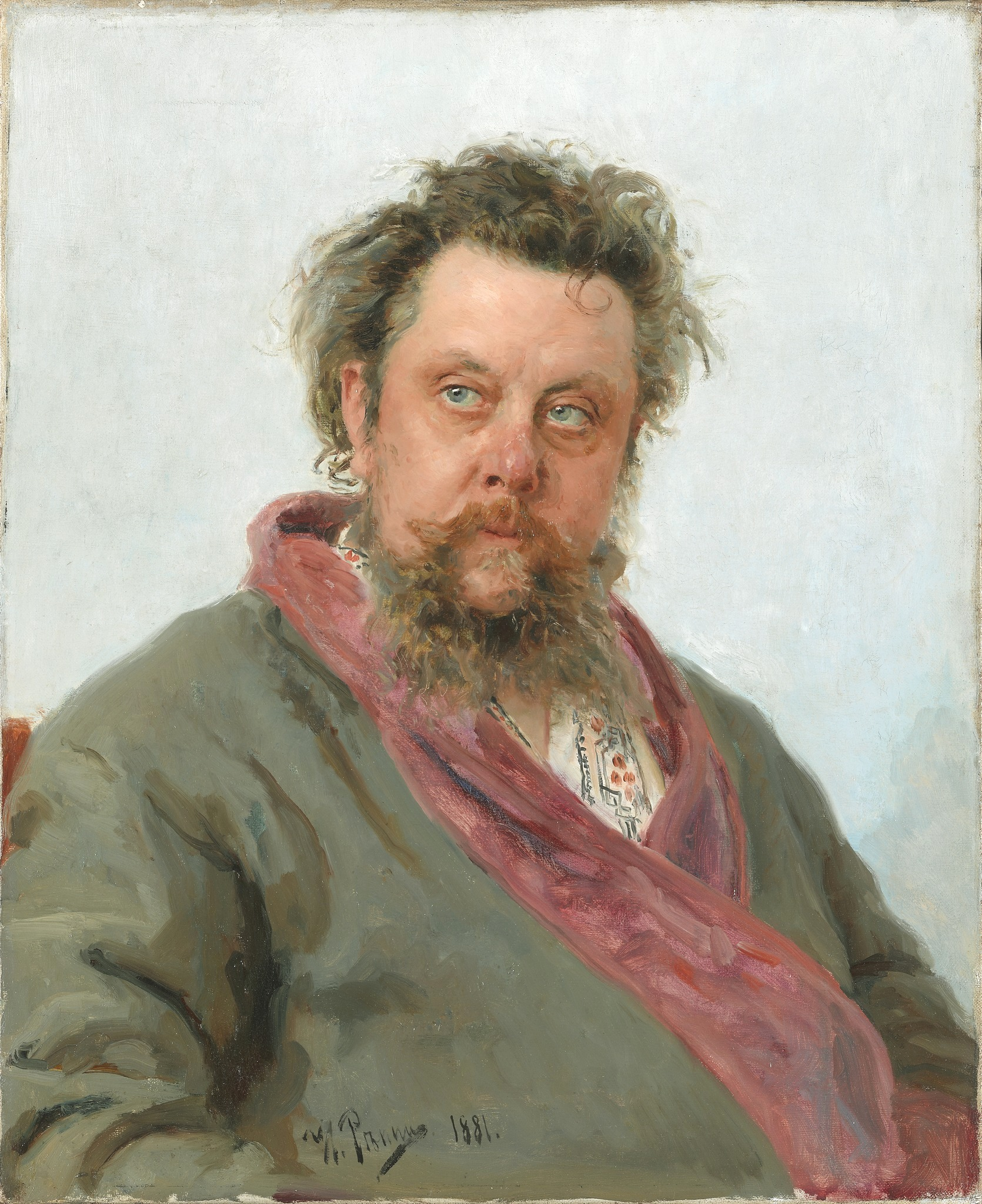
Moessorgski, kort voor zijn dood geschilderd door Ilja Repin

Modest Petrovitsj Moes(s)orgski (Russisch: Моде́ст Петро́вич Му́соргский) (Karevo, 2 april 1839 – Sint-Petersburg, 28 maart 1881) was een Russisch componist.

## Biografie
Modest Moessorgski was de zoon van een verarmd grootgrondbezitter. Hij werd opgeleid als officier, maar was meer geboeid door de muziek. Hij componeerde voor piano, waarna zijn werken (postuum) door anderen, onder wie Maurice Ravel en Nikolaj Rimski-Korsakov, werden georkestreerd. Als lid van Het Machtige Hoopje zette hij zich in voor een nationale Russische muziek.
Na enkele voorspoedige jaren, met als hoogtepunt het schrijven van zijn opera Boris Godoenov, raakte zijn leven in verval. Moessorgski was gedwongen een betrekking te vervullen, leefde eenzaam en gaf zich meer en meer over aan alcohol. Dit was de oorzaak van zijn dood op 41-jarige leeftijd. Hij overleed arm in een ziekenhuis in Sint-Petersburg. De schilder Ilja Repin schilderde het beroemde portret van de componist enkele dagen voor diens dood, toen hij al in het ziekenhuis verbleef. Moessorgski werd begraven op de Tichvin-begraafplaats bij het Alexander Nevski-klooster.

## Bekende werken
- de al genoemde opera Boris Godoenov, originele versie, bewerking/orkestratie door Nikolaj Rimski-Korsakov), naar Aleksandr Poesjkins drama over het leven van de gelijknamige tsaar Boris Godoenov;
- de opera Chovansjtsjina (orkestraties door o.a. Nikolaj Rimski-Korsakov en Dmitri Sjostakovitsj);
- de opera De Jaarmarkt van Sorotsjinski, naar Nikolaj Gogol (bewerkt door verschillende componisten, o.a. V. Shebalin);
- de pianocyclus Schilderijen van een tentoonstelling, een aantal korte stukken naar een beeldend onderwerp, later georkestreerd door verschillende componisten, onder wie als bekendste Maurice Ravel. In de progressieve rock, een populaire muziekstijl in de jaren 70 vorige eeuw ook wel aangeduid als symfonische rock, is deze compositie bekend geworden door de band Emerson, Lake & Palmer, die een bewerking van dit stuk live uitvoerde en liet registreren op het album Pictures at an Exhibition.
- het orkeststuk Een nacht op de Kale Berg, dat een heksendans verbeeldt tijdens de zomerzonnewende op de berg Triglav; originele versie en bewerking door Nikolaj Rimski-Korsakov;
- de liederencycli De kinderkamer, Zonder zon en Liederen en dansen van de Dood en vele andere liederen.